# Zaporośl
Zaporośl ([zaˈpɔrɔɕl]) est un village polonais de la gmina de Dziadkowice dans le powiat de Siemiatycze et dans la voïvodie de Podlachie.

## Source
- (en) Cet article est partiellement ou en totalité issu de l’article de Wikipédia en anglais intitulé « Zaporośl » (voir la liste des auteurs).